# Ковальчук, Александр Петрович
Алекса́ндр Петро́вич Ковальчу́к (укр. Олександр Петрович Ковальчук; 17 июля 1910, Екатеринослав — 21 января 1967, Днепропетровск) — советский оператор документального кино, фронтовой кинооператор в годы Великой Отечественной войны. Лауреат Сталинской премии второй степени (1941).

## Биография
Родился 4 (17) июля 1910 года в Екатеринославе в семье рабочего. Окончил школу киномехаников. Работал фотокорреспондентом. Снимал сюжеты для киножурнала «Маховик» (ВУФКУ), был лаборантом на фабрике «Культкино» (Москва), работал оператором на фабриках «Белгоскино» и «Азеркино» (1928—1930).
С 1936 года — оператор Киевской студии кинохроники.
В годы Великой Отечественной войны был оператором фронтовых киногрупп.
Автор множества сюжетов для кинопериодики: «Новости дня», «Пионерия», «Советский воин», «Советский партиот», «Советский спорт», «Социалистическая деревня», «Союзкиножурнал».
А. П. Ковальчук умер 27 января 1967 года, похоронен в Днепропетровске на Запорожском кладбище.

## Фильмография
- 1936 — Да здравствует урожай!
- 1936 — Дружба народов
- 1939 — Первомай в Днепропетровске
- 1939 — По Крыму
- 1940 — Донбасс — Криворожье
- 1940 — На Дунае
- 1944 — Днепрогэс
- 1945 — Победа на Правобережной Украине
- 1946 — Донбасс
- 1946 — О труд-резервах
- 1947 — Запорожсталь
- 1948 — Герои социалистических полей
- 1949 — За высокий урожай (в соавторстве)
- 1949 — Пребывание в СССР делегации крестьян Чехословакии (в соавторстве)
- 1949 — Путь к коммунизму
- 1949 — Снова в родной семье
- 1950 — Цветущая Украина (в соавторстве)
- 1951 — Горняки Криворожья
- 1951 — Советская Украина
- 1952 — Студенты Днепропетровска
- 1952 — Южно-Уральский канал
- 1953 — Великое прощание (не выпущен; в соавторстве)
- 1953 — Львов
- 1954 — Праздник великой дружбы
- 1954 — Харьков
- 1955 — VII сессия Международной комиссии по китобойному промыслу (спецвыпуск)
- 1955 — Город металлургов
- 1956 — Днепропетровск
- 1957 — В степи под Херсоном
- 1957 — Живи, Украина! (совместно с Ф. Каминским, И. Кацманом, М. Пойченко)
- 1959 — Большая осень
- 1959 — День нашей жизни (в соавторстве)
- 1959 — Мы вступаем в великое семилетие
- 1960 — МВО
- 1962 — Мы — строители
- 1963 — Добрый огонь
- 1963 — Морской ветер
- 1967 — Усмешки Остапа Вишни

## Награды и премии
- Сталинская премия второй степени (1941) — за фильм «На Дунае» (1940)[1];
- III премия 1-го Вкф в Москве (1958) — за фильм «Живи, Украина!» (1957);
- орден «Знак Почёта» (24.11.1960)[1].